# Victor Desarzens
Victor Desarzens (Château-d'Œx, Cantón de Vaud, 27 de octubre de 1908 - Villette, Lavaux, Cantón de Vaud, 13 de febrero de 1986) fue un músico y director de orquesta suizo.  

## Biografía
Tras cursar estudios de música clásica en Yverdon-les-Bains y Lausana, se unió a la Orquesta Romande como violinista. Más adelante practicó música de cámara. Fundó un pequeño conjunto que se convirtió en 1942 en la Orquesta de Cámara de Lausana (OCL). La dirigió hasta 1973.
Paralelamente, en 1950, se convirtió en director del Musikkollegium Winterthur, un cargo que ocupó hasta 1975. Hizo muchas giras por el extranjero con la OCL, que se convirtió en un conjunto muy conocido para el repertorio y la música barroca contemporánea.
Es, junto con Ernest Ansermet, uno de los pioneros del florecimiento de la vida musical en la Suiza francófona.

### Orquesta de Cámara de Lausana
Fundada en 1942 por Victor Desarzens, la OCL ha colaborado con eminentes artistas internacionales tales como los directores Ernest Ansermet, Günter Wand, Paul Hindemith, Charles Dutoit, Neeme Järvi y Jeffrey Tate, así como con solistas como Isaac Stern, Radu Lupu y Martha Argerich. Durante sus 70 años de existencia la orquesta ha sido dirigida por solo seis directores artísticos: Victor Desarzens (1942-1973), Armin Jordan (1973-1985), Lawrence Foster (1985-1990), Jesús López Cobos (1990-2000), Christian Zacharias (2000-2013) y Joshua Weilerstein (2014–actualidad).

## Distinciones
- Doctor honoris causa por la Universidad de Lausana.
- Premio Ciudad de Lausana.
- Premio de las Artes de la ciudad de Winterthour.